# Салгани (Нижньогородська область)
Салгани (рос. Салганы) — село в Краснооктябрському районі Нижньогородської області Російської Федерації.
Населення становить 781 особу. Входить до складу муніципального утворення Краснооктябрський округ.

## Історія
До травня 2022 року входило до складу муніципального утворення Салганська сільрада.

## Населення
| 1959 | 2002 | 2010 |
| ---- | ---- | ---- |
| 2125 | ↘974 | ↘781 |